# Oberleitungsbus Castellón de la Plana
| Die Strecke im Innenstadtbereich |                                                              | |                                   |
| Streckenlänge: | Richtung Grao: 7,765 km Richtung Universidad Jaume I: 8,2 km | |                                   |
| |                                                              | |                                   |
| \| \| \| Hinweis: der mit Hilfsantrieb zurückgelegte Abschnitt ist hellblau dargestellt, die elektrifizierten Abschnitte dunkelblau. \| \| \| \| \| \| \| \| \| \| Universidad Jaume I \| \| \| \| \| Arrabal Universitario \| \| \| \| \| Puente Siglo XXI \| \| \| \| \| Estación Intermodal \| \| \| \| \| Paseo Morella / Parque Ribalta \| \| \| \| \| \| \| \| \| \| Plaza Tetuán \| \| \| \| \| Avenida Rey Don Jaime \| \| \| \| \| Puerta del Sol \| \| \| \| \| Cardona Vives \| \| \| \| \| Plaza Borrull \| \| \| \| \| Avenida Mar / Ant. Asilo \| \| \| \| \| \| \| \| \| \| Avenida Mar / Calle Torreblanca \| \| \| \| \| Avenida Mar / Calle Columbretes \| \| \| \| \| Avenida Mar / Recinto Ferial \| \| \| \| \| Avenida del Mar / Autovía Puerto \| \| \| \| \| Avenida del Mar / Camino Donación \| \| \| \| \| Avenida del Mar / Patos \| \| \| \| \| Avenida del Mar / Instituto \| \| \| \| \| Grao \| \| |                                                              | |                                   |
| |                                                              | Hinweis: der mit Hilfsantrieb zurückgelegte Abschnitt ist hellblau dargestellt, die elektrifizierten Abschnitte dunkelblau. |                                   |
| |                                                              | |                                   |
| U-Bahn-Kopfbahnhof Streckenanfang |                                                              | Universidad Jaume I | Universidad Jaume I               |
| U-Bahn-Haltepunkt / Haltestelle |                                                              | Arrabal Universitario | Arrabal Universitario             |
| U-Bahn-Haltepunkt / Haltestelle |                                                              | Puente Siglo XXI | Puente Siglo XXI                  |
| U-Bahn-Haltepunkt / Haltestelle |                                                              | Estación Intermodal | Estación Intermodal               |
| U-Bahn-Kopfbahnhof Strecke ab hier außer Betrieb |                                                              | Paseo Morella / Parque Ribalta                                                                                              | Paseo Morella / Parque Ribalta    |
| U-Bahn-Strecke von links (außer Betrieb) · U-Bahn-Abzweig geradeaus und nach rechts (Strecke außer Betrieb) |                                                              | |                                   |
| U-Bahn-Strecke (außer Betrieb) · U-Bahn-Haltepunkt / Haltestelle (Strecke außer Betrieb) |                                                              | Plaza Tetuán | Plaza Tetuán                      |
| U-Bahn-Haltepunkt / Haltestelle (Strecke außer Betrieb) · U-Bahn-Strecke (außer Betrieb) |                                                              | Avenida Rey Don Jaime | Avenida Rey Don Jaime             |
| U-Bahn-Haltepunkt / Haltestelle (Strecke außer Betrieb) · U-Bahn-Strecke (außer Betrieb) |                                                              | Puerta del Sol | Puerta del Sol                    |
| U-Bahn-Strecke (außer Betrieb) · U-Bahn-Haltepunkt / Haltestelle (Strecke außer Betrieb) |                                                              | Cardona Vives | Cardona Vives                     |
| U-Bahn-Strecke (außer Betrieb) · U-Bahn-Haltepunkt / Haltestelle (Strecke außer Betrieb) |                                                              | Plaza Borrull | Plaza Borrull                     |
| U-Bahn-Haltepunkt / Haltestelle (Strecke außer Betrieb) · U-Bahn-Strecke (außer Betrieb) |                                                              | Avenida Mar / Ant. Asilo | Avenida Mar / Ant. Asilo          |
| U-Bahn-Strecke nach links (außer Betrieb) · U-Bahn-Abzweig geradeaus und von rechts (Strecke außer Betrieb) |                                                              | |                                   |
| U-Bahn-Haltepunkt / Haltestelle (Strecke außer Betrieb) |                                                              | Avenida Mar / Calle Torreblanca                                                                                             | Avenida Mar / Calle Torreblanca   |
| U-Bahn-Haltepunkt / Haltestelle (Strecke außer Betrieb) |                                                              | Avenida Mar / Calle Columbretes                                                                                             | Avenida Mar / Calle Columbretes   |
| U-Bahn-Kopfbahnhof Strecke bis hier außer Betrieb |                                                              | Avenida Mar / Recinto Ferial                                                                                                | Avenida Mar / Recinto Ferial      |
| U-Bahn-Haltepunkt / Haltestelle |                                                              | Avenida del Mar / Autovía Puerto                                                                                            | Avenida del Mar / Autovía Puerto  |
| U-Bahn-Haltepunkt / Haltestelle |                                                              | Avenida del Mar / Camino Donación                                                                                           | Avenida del Mar / Camino Donación |
| U-Bahn-Haltepunkt / Haltestelle |                                                              | Avenida del Mar / Patos | Avenida del Mar / Patos           |
| U-Bahn-Haltepunkt / Haltestelle |                                                              | Avenida del Mar / Instituto                                                                                                 | Avenida del Mar / Instituto       |
| U-Bahn-Kopfbahnhof Streckenende |                                                              | Grao | Grao                              |

Der Oberleitungsbus Castellón de la Plana ist der einzige Oberleitungsbus-Betrieb in Spanien, die erste und bislang einzige Linie in der Universitätsstadt Castellón de la Plana ging 2008 in Betrieb. Geführt wird sie vom örtlichen Verkehrsunternehmen Autotransportes Colectivos Castellonenses S.A., abgekürzt ACCSA. Neunzehn Jahre nach der Schließung des Betriebs in Pontevedra, er wurde 1989 stillgelegt, verkehren damit wieder Oberleitungsbusse in Spanien. 
Eine Besonderheit des heutigen Oberleitungsbus-Betriebs in Castellón ist die überwiegend auf Eigentrassen basierende Streckenführung sowie die optische Spurführung nach dem französischen System CiVis. Vor seiner Einführung wurde das System örtlich als TVRCas – Transporte en Vía Reservada de Castellón bezeichnet, seit seiner Eröffnung wird es jedoch unter dem Markennamen TRAM geführt. Dieses Kürzel steht für TRAnsporte Metropolitano de la Plana.
Zuvor bestand in Castellón bereits ab 1962 ein kleiner Oberleitungsbus-Betrieb mit nur vier Wagen des Herstellers Pegaso, dieser konnte sich aber gegenüber der Konkurrenz von Schmalspurbahn und zahlreichen Dieselbuslinien nicht durchsetzen. Er wurde deshalb schon 1969, nach nur sieben Betriebsjahren, wieder eingestellt.

## Geschichte

### Eröffnung
Die einzige Oberleitungsbus-Linie T1, zur Abgrenzung von der konventionellen Omnibuslinie 1 mit dem Zusatz T für TRAM bezeichnet, war bei ihrer Eröffnung am 25. Juni 2008 zunächst nur 2,037 Kilometer lang und bediente zwischen Universidad Jaume I und Parque Ribalta insgesamt fünf Haltestellen. Der Oberleitungsbus verkehrte anfangs in den Hauptverkehrszeiten im Fünf-Minuten-Takt mit drei Umläufen. In den Schwachverkehrszeiten sowie in den Semesterferien wurde mit nur zwei Umläufen im Acht-Minuten-Takt gefahren. Am Wochenende verkehrte hingegen nur ein Kurs alle 15 oder 30 Minuten. Die einfache Fahrt dauerte sieben Minuten. An der provisorischen Endstelle Parque Ribalta stand ein Kreisverkehr als Wendeschleife zur Verfügung, der aber nicht mit einer Oberleitung überspannt war. Deshalb mussten die Kurse dort mit ihrem Hilfsantrieb umkehren. Außerdem wurde die Endstelle Universität nur während der Vorlesungszeit angefahren, ansonsten endeten die Wagen anfangs eine Haltestelle zuvor und wendeten auch dort mit dem Hilfsantrieb.

### Verlängerung
Die Verlängerung zwischen Parque Ribalta und Grao ging in Folge der Eurokrise schließlich erst am 20. Dezember 2014 in Betrieb, seither ist die Strecke je nach Fahrtrichtung 7,765 beziehungsweise 8,2 Kilometer lang und umfasst 19 Stationen. An der bisherigen Endstelle Parque Ribalta wurde im Zuge der Verlängerung eine elektrifizierte Wendeschleife angelegt, die den weiterhin dort endenden Verstärkerkursen das Umkehren erleichtert. 
Im Bereich der historischen Innenstadt von Castellón existiert seit der Verlängerung ferner ein 1,8 beziehungsweise 2,2 Kilometer langer fahrdrahtloser Abschnitt, der mit dem Hilfsantrieb passiert wird. Dadurch sollen optische Beeinträchtigungen des Stadtbilds vermieden werden. Das Depot liegt abseits der elektrifizierten Strecke und kann somit ebenfalls nur mit dem Hilfsantrieb erreicht werden.

## Fahrzeuge
Bei Eröffnung waren zunächst nur drei zwölf Meter lange dreitürige Solo-Oberleitungsbusse des Typs Cristalis vom französischen Hersteller Irisbus mit den Betriebsnummern 146 bis 148 vorhanden, die später die neuen Nummern 1, 2 und 3 erhielten. Für die Verlängerung bis Grao wurden ergänzend sechs gleich lange Solo-Oberleitungsbusse des Typs Trollino 12 mit den Nummern 7–12 beschafft, die der polnische Hersteller Solaris Bus & Coach lieferte und deren elektrische Ausrüstung von Škoda aus Tschechien stammt.
Die beiden Typen unterscheiden sich vor allem durch ihren Hilfsantrieb. Während die älteren Wagen einen Dieselhilfsantrieb nach Euro 3-Abgasnorm besitzen, mit dem sie den fahrdrahtlosen Abschnitt in der Innenstadt nicht befahren dürfen, besitzen die jüngeren Wagen eine zusätzliche Traktionsbatterie die einen durchgehend abgasfreien Betrieb ermöglicht. Die Cristalis-Wagen kommen daher nur auf den Verstärkerkursen zwischen Universidad Jaume I und Parque Ribalta zum Einsatz.

## Bildergalerie

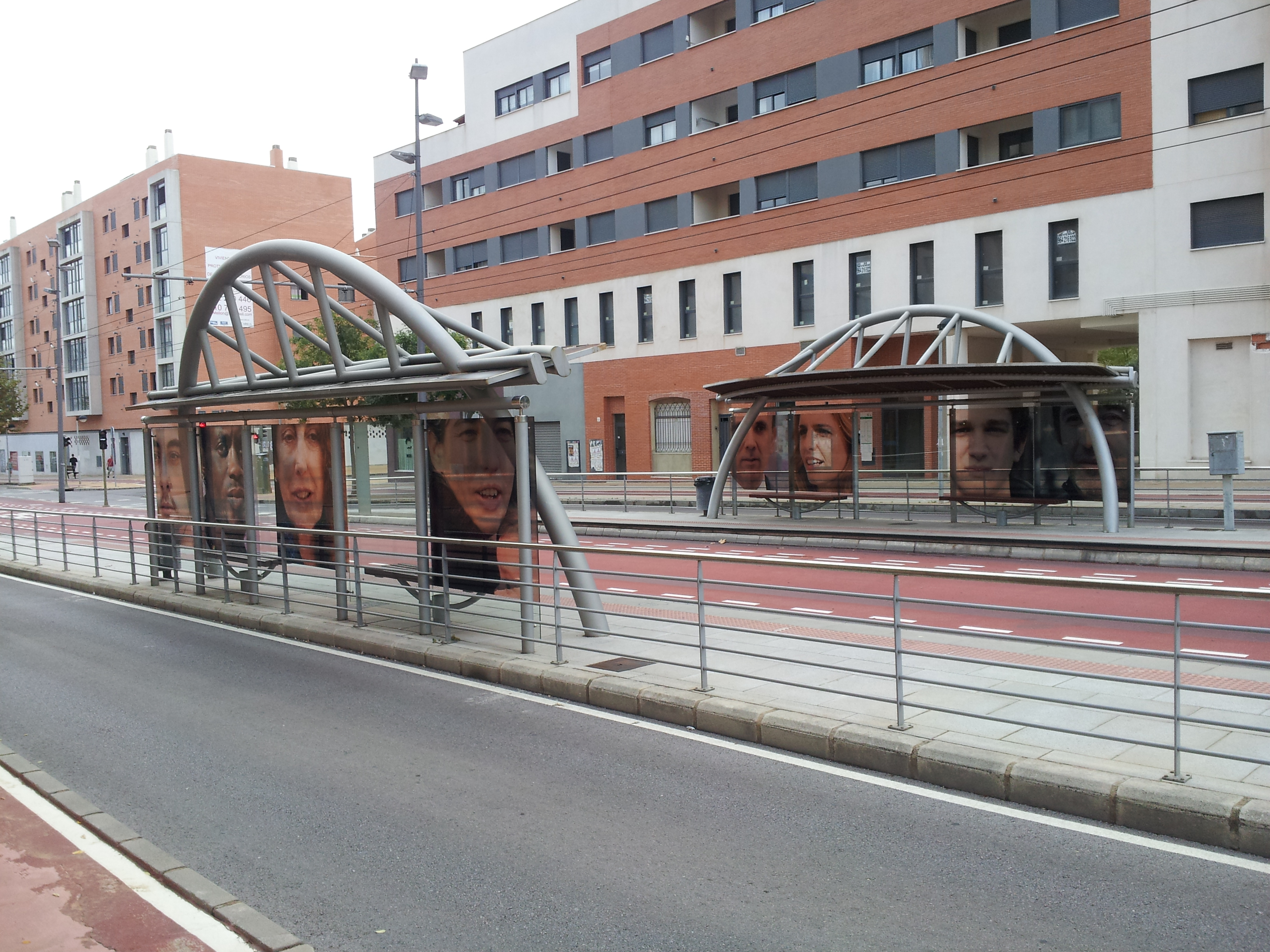
Rot markierte Eigentrasse mit optischer Spurführung
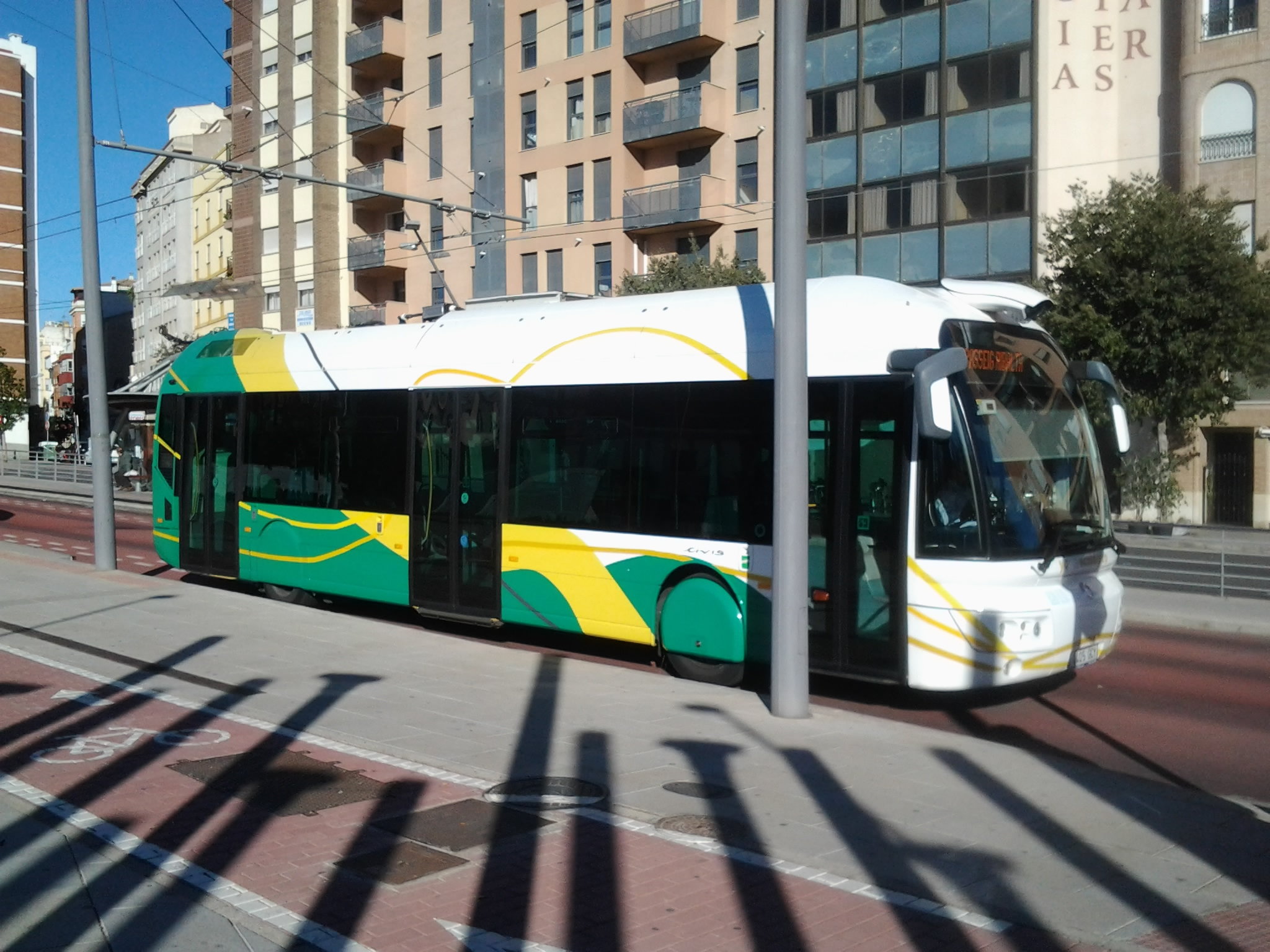
Typ Cristalis
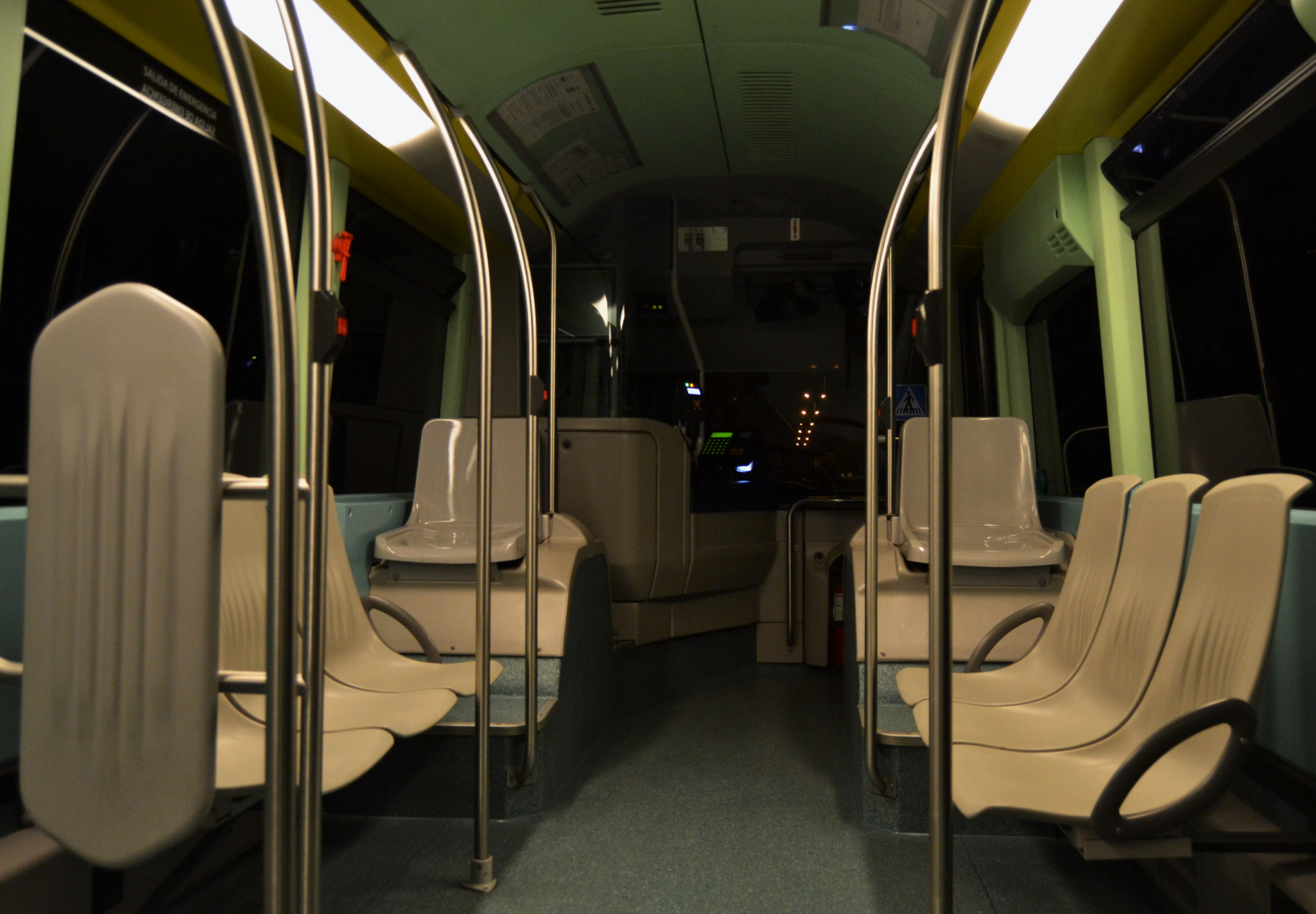
Inneneinrichtung des Typs Cristalis
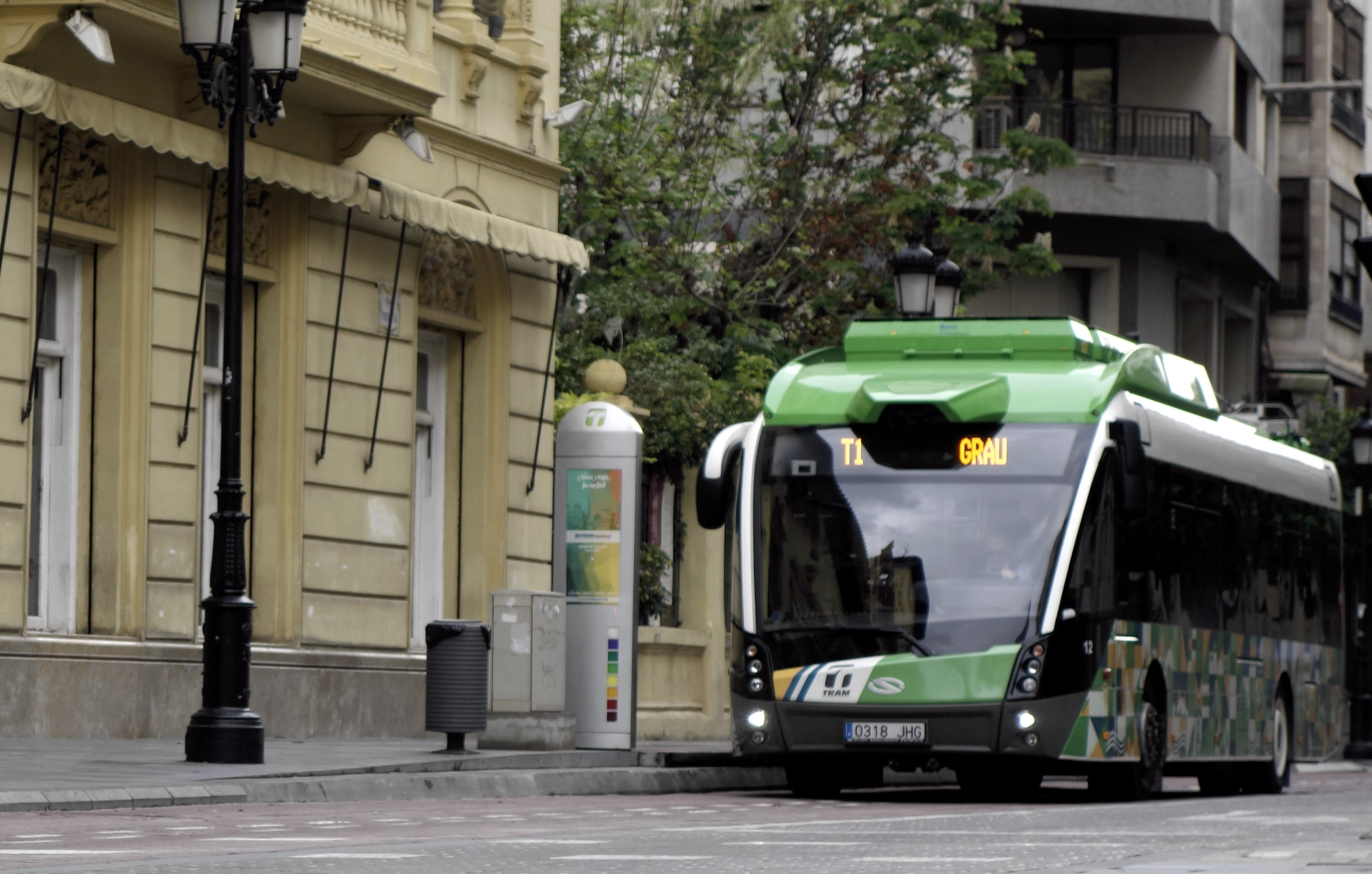
Typ Trollino 12 im oberleitungsfreien Betrieb in der Innenstadt
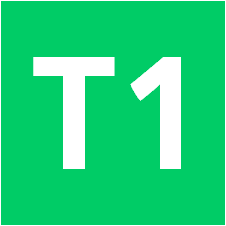
Die Kennfarbe der Linie T1 ist hellgrün
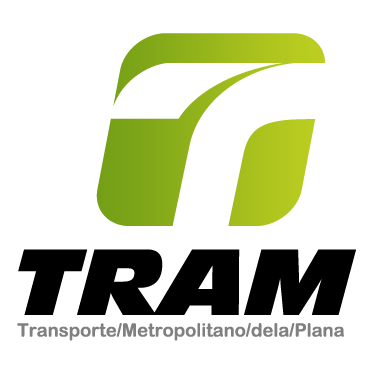
TRAM-Logo